# Wolf August Carl von Schellendorff
Wolf August Carl Freiherr von Schellendorff, auch genannt Wolfgang von Schellendorff (* 1598 in Königsbrück; † 3. Mai 1666) war ein deutscher Standesherr.

## Leben
Wolf August Carl Freiherr von Schellendorff wurde als Sohn des Carl Magnus Freiherr von Schellendorff und dessen zweiter Ehefrau Margarethe Katharina von Schönfeldt in Königsbrück geboren. Er hatte zwei Brüder und vier Schwestern sowie seinen Halbbruder Christoph aus der ersten Ehe seines Vaters.
Schwester Christiane starb bereits 1609, Bruder Siegmund fiel 1633 im Kriegsdienst, im Jahr darauf sein Bruder Conrad ebenfalls im Kriegsdienst. Nach dem Tod des Vaters 1621 standen bald nur noch Bruder Christoph Freiherr von Schellendorf und Wolf August Carl Freiherr von Schellendorf als Erben unter anderen der Herrschaften Königsbrück und Klitzschdorf (Schloss Kliczków) zur Verfügung. Beide verwalteten die Güter gemeinsam, was nicht ganz ohne Streitigkeiten abging. In Dokumenten ist 1638 von Erbauseinandersetzung zwischen Wolf von Schellendorff mit Bruder Christoph von Schellendorff zu lesen. Mit Christophs Tod 1647 war dies jedoch erledigt, da Christoph ohne Erben verstarb.
Im Jahr 1638 hatte Wolf von Schellendorff auch Auseinandersetzungen mit seiner Schwester Elisabeth von Rechenberg wegen gewährten Unterschlupfs für seine Nichte (protestantisch) und deren Geliebten Hans von Wallwitz (katholisch) auf Klitzschdorf.
Ab 1644 entwickelten sich Unruhen in der Herrschaft. Bauern aus Neukirch beschwerten sich über neue Lasten.
1643 heiratete Wolf von Schellendorff die vierundzwanzig Jahre jüngere Sophie Elisabeth Gräfin von Solms-Baruth. Aus dieser Verbindung gingen vier Kinder hervor. Sohn Friedrich Magnus, welcher als Minderjähriger nach dem Tod seines Vaters die Güter übernahm, wenige Monate später jedoch verstarb, Sohn Johann Maximilian, letzter von Schellendorf auf Königsbrück, Tochter Helene Sophie Hedwig, welche Graf Otto von Hohberg, Herr auf Hartmannsdorf heiratete und Tochter Anna Margaretha, verheiratet mit Carl Leonhard Samuel Graf Colonna von und zu Fels.
Am 11. April 1654 musste Wolf von Schellendorff erleben, wie aufgrund des 1629 erlassenen Restitutionsedikts Klitzschdorf und Lortzendorf (Woskowice Małe) reconziliert wurden. 1666 starb Wolf August Carl Freiherr von Schellendorff im 68. Lebensjahr.